# HMS Hermione (74)
L'HMS Hermione va ser un creuer lleuger de classe Dido de la Royal Navy. Va ser construït per Alexander Stephen and Sons (Glasgow, Escòcia), amb la quilla posada el 6 d'octubre de 1937. Va ser avarat el 18 de maig de 1939 i assignat el 25 de març de 1941. El 16 de juny de 1942, Hermione va ser torpedinat i enfonsat pel submarí alemany  U-205 al Mediterrani. Van morir vuitanta-vuit tripulants.

## Construcció i disseny
La classe Dido es va dissenyar com a petits creuers capaços de construir-se ràpidament i en gran nombre per permetre un dèficit de nombre de creuers en comparació amb el nombre que es requeria per satisfer les necessitats de la Royal Navy. En lloc de l'armament mixt de canons d'angle baix (antiaeri) de 6 polzades (152 mm) i d'angle alt (antiaeri) de 4 polzades (102 mm) portats per creuers lleugers anteriors, es va decidir adaptar-se a un armament principal de doble propòsit, capaç tant de foc antinau i antiaeri. Aquest va utilitzar el nou canó de 5,25 polzades (133 mm) tal com s'utilitzava als cuirassats de la classe King George V.
L'Hermione va ser un dels dos creuers de la classe Dido encarregats sota el programa de construcció de 1937 per a la Royal Navy, després de cinc vaixells encarregats l'any anterior. A l'Hermione se li va col·locar la quilla a Alexander Stephen and Sons Linthouse, a la drassana de Glasgow com a número de drassana 560 el 6 d'octubre de 1937, va ser avarat el 18 de maig de 1939 i es va completar el 25 de març de 1941.
L'Hermione feia 512 peus (156,06 m) de llarg en total i 485 peus (147,83 m) entre perpendiculars, amb una mànega de 50 peus i 6 polzades (15,4 m) i un calat mitjà de 16 peus i 6 polzades (5,0 m) (augmentant fins a 17 peus (5,33 m) amb càrrega completa. Tenia un desplaçament de 5.600 tones llargues (5.700  t) estàndard i 6.850 tones llargues (6.960 t) a plena càrrega. La maquinària del vaixell estava disposada en una disposició de quatre eixos, amb quatre calderes de 3 tambors Admiralty que subministraven vapor a 400 kpsi (2,800 kPa) a unes turbines de gasolina Parson, que donaven una potència de 62.000 cavalls de potència (46.000 kW), donant una velocitat de 32,25 nusos (59,73 km/h; 37,11 mph. Es transportaven 1.100 tones llargues (1.100 t) de fuel , donant una autonomia de 4.240 milles nàutiques a 16 nusos (30 km/h; 18 mph), reduint-se a 3.480 milles marines (6.440 km; 4.000 milles) a 20 nusos (37 km/h; 23 milles) i 1.500 milles nàutiques (2.800 km; 1.700 milles) a 32 nusos (59 km/h; 37mph).
L'armament principal del vaixell constava de deu canons de 5,25 polzades en cinc torretes bessones a la línia central del vaixell, amb tres cap endavant i dos en popa. Es van muntar dos muntatges pom-pom quàdruple de 2 lliures (40 mm) a les bigues del vaixell per proporcionar una protecció antiaèria propera, recolzats per dues metralladores quàdruples de 12,7 mm (0,50 polzades) a les ales del pont. Dos tubs de torpede triples de 21 polzades (533 mm) van proporcionar una capacitat anti-vaixell addicional.
El control de foc per a aquest armament va ser proporcionat per una única torre de control del director d'angle baix (DCT) al pont del vaixell, juntament amb dues torres del sistema de control d'angle alt (HACS), una al pont del vaixell i una a popa. Un cinturó de blindatge de 3 polzades (76 mm) protegia la maquinària i les santabàrbares del vaixell amb 1 polzada (25 mm) protegint les sales d'obusos del vaixell. L'armadura de coberta també tenia una polzada de gruix, amb plaques de 3 polzades (76 mm) sobre els carregadors. Les torretes de 5,25 polzades tenien un blindatge d' 1+1⁄2 –1 polzada (38–25 mm) de gruix.

### Modificacions

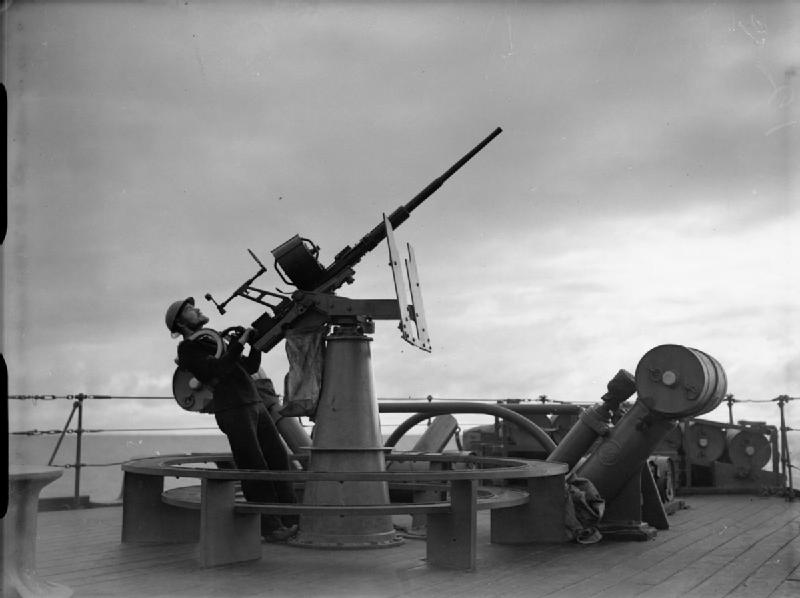
Un canó Oerlikon de 20 mm a bord de l'HMS Hermione, que mostra un artiller naval que utilitza els suports de goma per a l'espatlla per disparar en angle alt, amb el llançador de càrrega de profunditat Thornycroft Mark II i el rail de llançament de càrrega de profunditat al fons.

Mentre que diverses naus de la classe Dido es van completar amb armament principal reduït a causa de problemes de producció (els cuirassats de la classe King George V tenien prioritat per als nous canons), l'Hermione es va completar amb l'equip complet de deu canons. Entre l'octubre i el novembre de 1941, les metralladores de calibre 50 del vaixell van ser substituïdes per cinc canons Oerlikon de 20 mm .

## Història

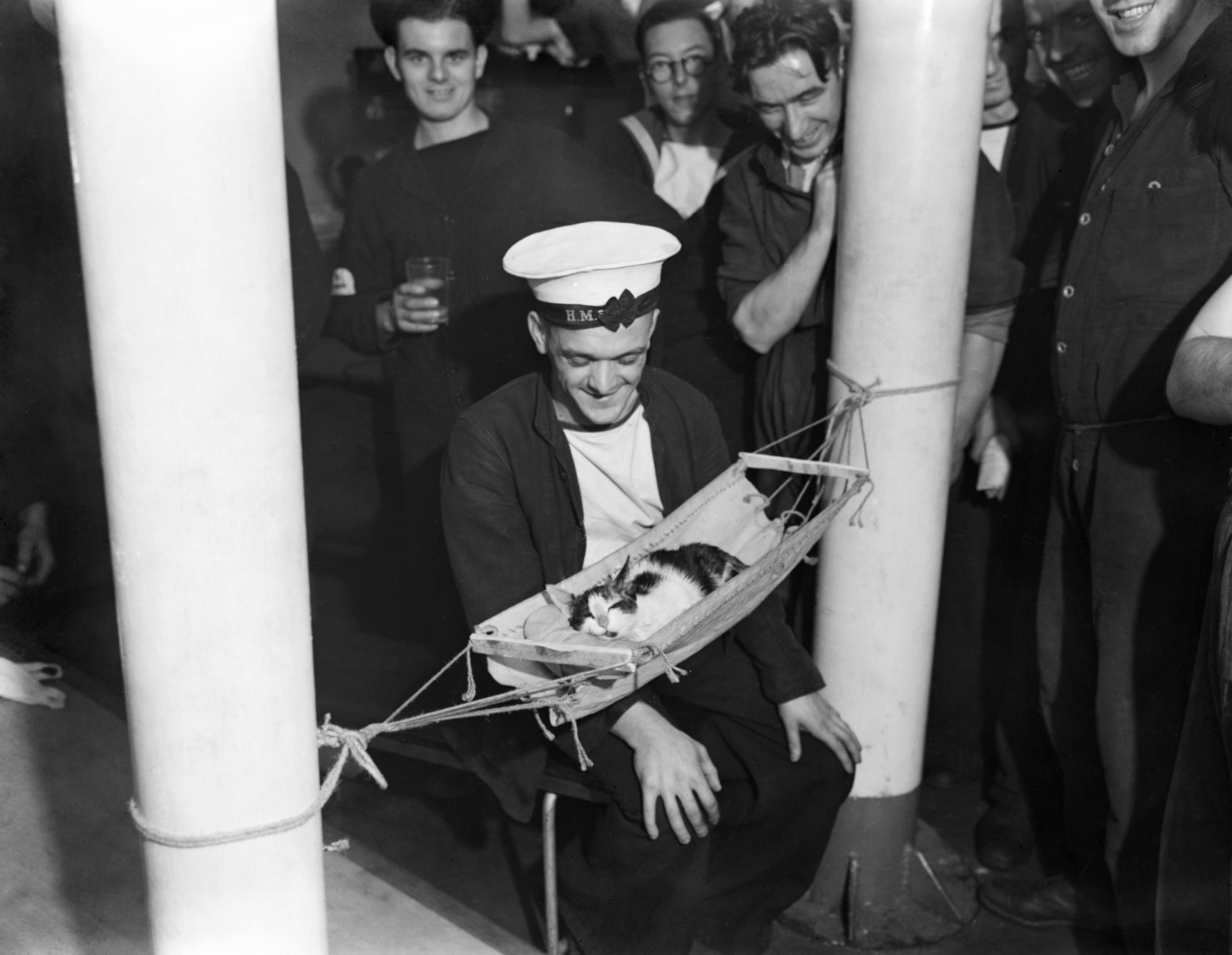
En Conboy, el gat del vaixell de l'Hermione, dorm en una hamaca mentre els membres de la tripulació miren

Després de la posada en marxa i el treball, l'Hermione es va unir al 15è Esquadró de Creuers de la Flota Local. L'Hermione va participar en la persecució del cuirassat alemany  Bismarck i del creuer pesant Prinz Eugen quan van sortir a l'Atlàntic Nord el maig de 1941. L'Hermione va abandonar Scapa Flow el 22 de maig com a part d'una força que inclou el cuirassat King George V i el portaavions Victorious. El 24 de maig, el Victorious, escortat per l'Hermione, l'Aurora i el Kenya, es va desplaçar per llançar un atac aeri contra el Bismarck. L'atac dels torpediners Swordfish del Victorious va donar lloc a un sol impacte de torpede sobre el Bismarck que va fer pocs danys al vaixell alemany. El 25 de maig, l'Hermione , sense combustible, es va separar de la persecució per tal de repostar a Islàndia. Després de l'enfonsament del Bismarck, els britànics van llançar una important operació contra els vaixells de subministrament alemanys a l'Atlàntic que va donar suport a les operacions dels atacs de superfície, amb l'Hermione participant en les cerques d'aquests vaixells de subministrament i trencadors de bloqueig alemanys abans d'unir-se a la Força H, amb base a Gibraltar el 22 de juny.
L'Hermione va ser llavors desplegat a la Mediterrània. El 2 d'agost de 1941, mentre ajudava a protegir un comboi, l'Hermione va atacar embolcallant el submarí italià Tembien, enfonsant-lo; una acció commemorada en un quadre de propaganda de l'artista Marcus Stone.

### Final
Mentre estava sota el capità G.N. Oliver, DSO, RN, l'Hermione va formar part del grup de la Força A que va escortar el comboi de subministrament MW-11, sota el comandament del contraalmirall Philip Vian, d'Alexandria a Malta en l'operació Vigorós. Els dies 14 i 15 de juny de 1942, l'Hermione va gastar la major part de la seva munició mentre defensava els vaixells dels atacs aeris intensos i va haver de tornar a Alexandria, escortat pel HMS Aldenham, el HMS Beaufort, i el HMS Exmoor.
A les 23:20 hores del 15 de juny, l'U-205 (a càrrec del Kapitänleutnant Franz-Georg Reschke) va detectar un grup de vaixells de guerra al nord de Sollum i va atacar dos destructors amb un torpede G7e cadascun a les 23:38 i a les 23:40 hores, però tots dos van fallar. Només llavors l'U-205 va reconèixer una de les ombres com un creuer i va disparar tres torpedes a les 00:19, colpejant l'Hermione a estribord. El vaixell es va inclinar immediatament per la popa amb una llista de 22° abans de bolcar finalment, romanent a flotació durant 21 minuts abans d'enfonsar-se. Es van perdre vuit oficials i 80 mariners, inclòs el gat del vaixell. Els supervivents van ser recollits pels destructors d'escorta i van ser desembarcats a Alexandri.